# Lysimachia fraseri
Lysimachia fraseri е вид растение от семейство Myrsinaceae.

## Разпространение
Видът е разпространен в югоизточните части на Съединените щати, където е регистриран като застрашен вид в няколко държави.